# Koror–Babeldaob Bridge
Die Koror–Babeldaob Bridge, auch Japan–Palau Friendship Bridge oder einfach K–B Bridge genannt, ist eine Straßenbrücke zwischen den Inseln Koror und Babeldaob im Inselstaat Palau im Pazifik.
Palau liegt östlich der Philippinen, nördlich von Indonesien bzw. Neuguinea und westlich des Inselstaates Mikronesien. Die Insel Guam liegt rund 1300 km nordöstlich von Palau. Palau war bis 1994 ein UN-Treuhandgebiet unter Kontrolle der Vereinigten Staaten.
Die Insel Koror ist mit rund 12.000 Einwohnern das wirtschaftliche Zentrum Palaus, Babeldaob (auch Babelthuap) seine größte Insel, auf der auch der Roman Tmetuchl International Airport liegt. Die Brücke, die auch die Trinkwasser- und Stromleitungen für Koror trägt, ist die einzige feste Verbindung zwischen den beiden Inseln. Zwischen ihnen liegt der Toachel-Kanal, ein von der Strömung ausgewaschener, rund 240 m breiter und 30 m tiefer Kanal zwischen den seichten, heute teilweise bebauten Korallengewässern vor den Ufern der Inseln.

## Erste Brücke (1977)

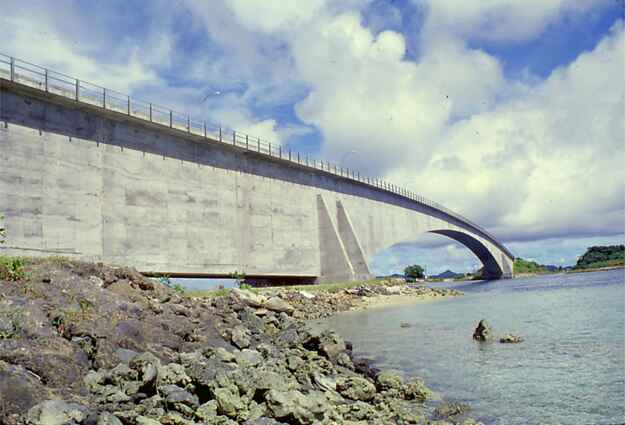
Erste Koror–Babeldaob Bridge

Für die Ausschreibung der ersten Brücke hatten Alfred Yee & Associates, Honolulu, einen Entwurf für eine zweispurige Brücke mit breiten Gehwegen gefertigt. Bei der folgenden Vermessung der Baustelle zeigte sich dann, dass die Brücke eine wesentlich weitere Öffnung haben müsste, um nicht im tiefen Wasser zu stehen.
Die  von Dyckerhoff & Widmann, Inc. überarbeitete Planung sah dann eine 385,6 m (1265 ft) lange und 9,62 m breite Spannbetonbrücke nach dem Dywidag-System mit einer Spannweite von 240,8 m (790 ft) und 53,65 m weiten Seitenöffnungen vor. Sie hatte einen rechteckigen, einzelligen, 7,32 m (24 ft) breiten, gevouteten Hohlkasten, dessen Bauhöhe von 13,87 m bis zur Feldmitte auf 3,66 m abnahm und der in der Feldmitte ein Gelenk hatte.
Diese Planung wurde zwischen Mai 1976 und April 1977 von einem Unternehmen aus Guam ausgeführt, wobei das Hauptfeld im Freivorbau und die nur wenig aus dem Wasser ragenden Seitenfelder auf Lehrgerüsten errichtet wurden. Die kurzen Seitenfelder wurden dabei teilweise durch Steinmaterial aufgefüllt, um als Gegengewicht zu den Kragarmen über der Hauptöffnung zu dienen.
Die Brücke war bei ihrer Eröffnung die größte Spannbetonbrücke der Welt, die erst 1986 durch die Gateway Bridge in Brisbane, Australien übertroffen werden sollte.
In den folgenden 19 Jahren senkte sich die Fahrbahn über der Hauptöffnung allmählich um bis zu 1,2 m. Gutachten kamen zu dem Ergebnis, dass die Brücke dennoch sicher sei, ohne jedoch den Grund für die Absenkung nennen zu können. 1996 wurde eine Reparatur gemäß den Vorgaben des Unternehmens VSL durchgeführt, bei der die Kragarme durch hydraulische Pressen bis zur ursprünglichen Position auseinander gedrückt, die Lücke mit Beton verfüllt und das Tragwerk mit externen Spanngliedern verstärkt wurde, das dadurch zu einem Durchlaufträger wurde. Die Fahrbahn wurde durch einen Asphaltbelag erneuert.
Am 26. September 1996 um 5:35 Uhr stürzte die Brücke ein, weniger als drei Monate nach der Reparatur.

## Folgen des Einsturzes
Bei dem Einsturz starb eine Person, vier Personen wurden leicht verletzt. Die rund 12.000 Einwohner von Koror waren von der Wasserversorgung abgeschnitten, da es auf der Insel keine Quellen gibt. Auch die sanitären Anlagen der Häuser funktionierten ohne Wasser nicht mehr. Die Regierung von Palau, die über keine nennenswerten eigenen Mittel verfügte, rief den Notstand aus und bat die USA um Hilfe. Das Rote Kreuz organisierte den Transport von Wasserkanistern von einer Quelle in Babeldaob per Boot und Lkw nach Koror für eine Notversorgung von zehn Litern pro Tag pro Person. Weiteres Wasserversorgungsequipment wurde vom Japanischen Roten Kreuz über Guam nach Palau geflogen.
Eine Fährverbindung wurde eingerichtet. Im August 1997 wurde eine von Daiho Corporation gelieferte Pontonbrücke eingerichtet.
Der Einsturz wurde in der Fachliteratur weltweit diskutiert, ohne zu einem generell akzeptierten Ergebnis zu kommen. Zum Teil lag das an den nachfolgenden Gerichtsverfahren, bei denen die Bauunterlagen und die detaillierten Schadensaufnahmen vertraulich waren und erst um 2013 der Fachwelt zugänglich wurden. Aber auch Man-Chung Tang kommt in seiner 2014 erschienenen Schrift The Story of the Koror Bridge zu keiner abschließenden Erklärung.

## Zweite Brücke (2002)
Aufgrund eines Hilfsprogramms Japans wurde die zweite, von Nippon Koei entworfene Brücke zwischen November 1999 und Dezember 2001 von Kajima Corporation erstellt, nachdem zuvor die Trümmer der alten Brücke beseitigt worden waren. Am 13. Januar 2002 wurde die neue Brücke feierlich eröffnet.
Die hybride Extradosed-Brücke ist 412,7 m lang und hat drei Öffnungen mit Pfeilerachsabständen von 82,0 + 247,0 + 82,0 m.
Um das Ungleichgewicht zwischen dem langen Mittelteil und den relativ kurzen Seitenteilen zu vermindern, hat die Fahrbahntafel in der Feldmitte einen 82,0 m langen stählernen Einhängeträger, an den sich beidseits 2,5 m lange Übergangselemente und 162,7 m lange Spannbetonhohlkastenträger anschließen, deren Spannglieder, ähnlich einer Schrägseilbrücke, an der Fahrbahntafel und an kurzen Pylonen aus Stahlbeton verankert sind. Der Einhängeträger ist ein Hohlkasten, der auf einem Leichter von China nach Palau geschleppt wurde und an der Baustelle direkt von dem Leichter an seine endgültige Position gehoben wurde. Die Pylone stehen auf Bohrpfählen, die durch die Pfähle der alten Brücke hindurchgebohrt wurden.